# Репина, Любовь Степановна
Любовь Степановна Репина (1918-2014) — электросварщица, Герой Социалистического Труда (1960).

## Биография
Любовь Репина родилась 13 сентября 1918 года в деревне Ариково (ныне — Дебёсский район Удмуртии). После окончания шести классов школы работала в Ижевске. С 1938 года работала на Ижевском машиностроительном заводе, была фрезеровщицей, установщицей, бригадиром.
С 1947 года Репина работала электросварщицей на том же заводе. В совершенстве освоила контактную точечную сварку на всех разновидностях мотоциклов, производимых на Ижмаше, в 1,5-1,7 раз перевыполняла производственные планы. Активно занималась обучением молодых кадров.
Указом Президиума Верховного Совета СССР от 7 марта 1960 года в «ознаменование 50-летия Международного женского дня, за выдающиеся достижения в труде и особо плодотворную общественную деятельность» Любовь Репина была удостоена высокого звания Героя Социалистического Труда с вручением ордена Ленина и медали «Серп и Молот».
Активно занималась общественной деятельностью. избиралась депутатом Верховного Совета Удмуртской АССР, кандидатом в члены Удмуртского обкома КПСС. Выйдя на пенсию, жила сначала в Ижевске, затем в деревне Пирогово Завьяловского района Удмуртии. Умерла 13 июня 2014 года, похоронена на Хохряковском кладбище Ижевска.
Была также награждена орденом «Знак Почёта» и рядом медалей.